# Autodafe (povestire)
„Autodafe” (în engleză „Auto-da-Fé”) este o povestire științifico-fantastică din 1967 scrisă de Roger Zelazny. A apărut prima dată în 1967 în volumul Viziuni periculoase (în engleză Dangerous Visions) editat de Harlan Ellison. În limba română volumul și povestirea au apărut la Editura Trei, în anul 2013.
Titlul povestirii este un joc de cuvinte care implică expresiile auto-da-fé și automobil. A fost tipărită de cel puțin 40 de ori, în cel puțin 4 limbi.

## Prezentare
Povestirea descrie un concurs asemănător cu o coridă între oameni și mașini autonome, cu „mechadori” umani care combat Chevrolete sau Pontiac robotici.

## Legături externe
- en  Istoria publicării lucrării Autodafe la Internet Speculative Fiction Database
- „Archived copy”. Arhivat din original la 9 decembrie 2004. Accesat în 14 aprilie 2014. from Sci Fiction

## Vezi și
- 1967 în științifico-fantastic